# Làng dân gian Hahoe
Làng dân gian Hahoe (Hàn Quốc: 안동하회마을) là một làng truyền thống từ triều đại nhà Triều Tiên. "Ha" là tên viết tắt của dòng sông và "hoe" có nghĩa là quay lại hoặc trở lại. Ngôi làng là một phần của giá trị của Hàn Quốc vì nó bảo tồn phong cách kiến trúc thời nhà Triều Tiên, truyền thống dân gian, các quyển sách có giá trị, và truyền thống cũ của các làng dựa trên thị tộc.
Ngôi làng nằm ở Andong, Gyeongsangbuk-do. Về phía bắc của làng là vách đá Buyongdae còn núi Namsan nằm về phía nam. Ngôi làng được bố trí theo phong thủy Hàn Quốc và vì vậy, nó có hình dạng của một đóa hoa sen hoặc hai hình hai dấu phẩy lồng vào nhau. Làng dân gian Hahoe cùng với Yangdong đã được UNESCO công nhận là Di sản thế giới vào năm 2010.

## Lịch sử
Ngôi làng được thành lập bởi gia tộc Ryu của Pungsan vào thế kỷ 16, dưới thời triều đại nhà Triều Tiên và trở thành cộng đồng một tộc kể từ thời điểm đó. Ngôi làng đáng chú ý bởi nó đã bảo tồn nhiều cấu trúc ban đầu, chẳng hạn như trường học Nho giáo và các tòa nhà khác, cùng với đó là việc duy trì nghệ thuật dân gian Múa mặt nạ Triều Tiên Hahae, trò chơi dân gian Sunyu hay đồ đất nung Onggi.
Ngôi làng ngày nay được chia thành Namchon (làng Bắc) và Pukchon (làng Nam). Gyeomampa là chi chính của gia tộc Pungsan Ryu sống ở Namchon, trong khi chi thứ là Seoaepa, hậu duệ của Ryu Seong-ryong, một học giả nổi tiếng dưới triều vua Tuyên Tổ sống ở Pukchon. Ở làng Bắc có trang viên Yangjindang được xếp hạng là Báu vật Quốc gia Hàn Quốc số 306 và nhà Pikchondaek là Tài sản Văn hóa dân gian quan trọng số 84. Làng Nam có trang viên Chunghyodang được xếp hạng là Báu vật Quốc gia số 414 và nhà Namchondaek là Tài sản Văn hóa dân gian quan trọng số 90. Mỗi chi của gia tộc Pungsan Ryu sống trong một trang viên và một nhà tương ứng.
Ngôi làng duy trì phong cách kiến trúc cổ đã biến mất vì hiện đại hóa và đô thị hóa nhanh chóng ở Hàn Quốc. Nhà lợp ngói dành cho các quý tộc trong khi người ở sống trong ngôi nhà mái tranh, một phong cách kiến trúc dưới triều đại nhà Triều Tiên. Hai công trình có kiến trúc đáng chú ý nhất tại làng Hahoe là nhà lều Wonjijeongsa và trường học nho giáo Byeongsan. Ngoài ra, đền Yongmogak là lưu giữ bộ sưu tập sách của Ryu Seong-ryong, trong đó có cuốn Jingbirok ghi lại Chiến tranh Nhâm Thìn của Hàn Quốc năm 1592 đã được xếp hạng là Báu vật Quốc gia số 132. Báu vật Quốc gia số 160 Kunmundungok là một ghi chép về các cuộc bao vây quân sự. Chunghyodang ghi chép về 231 bài viết về các cuộc gặp gỡ hoàng gia.

## Hình ảnh

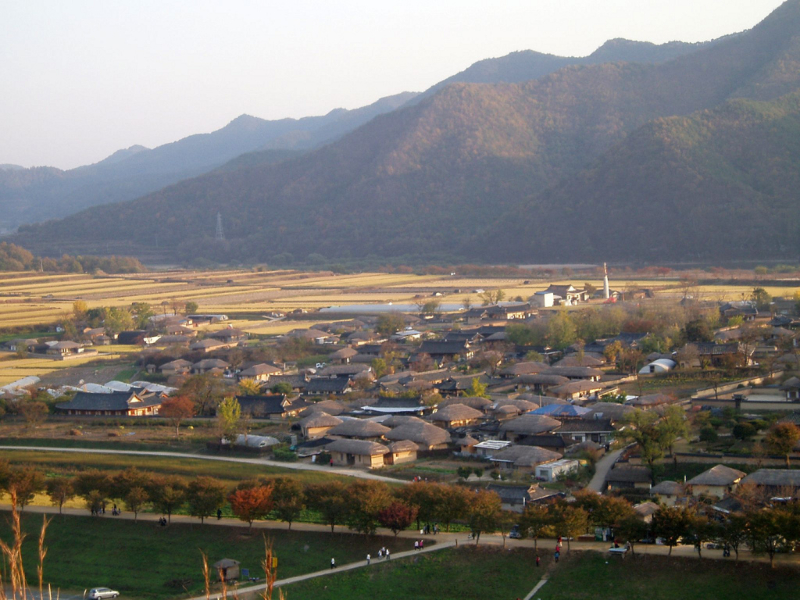
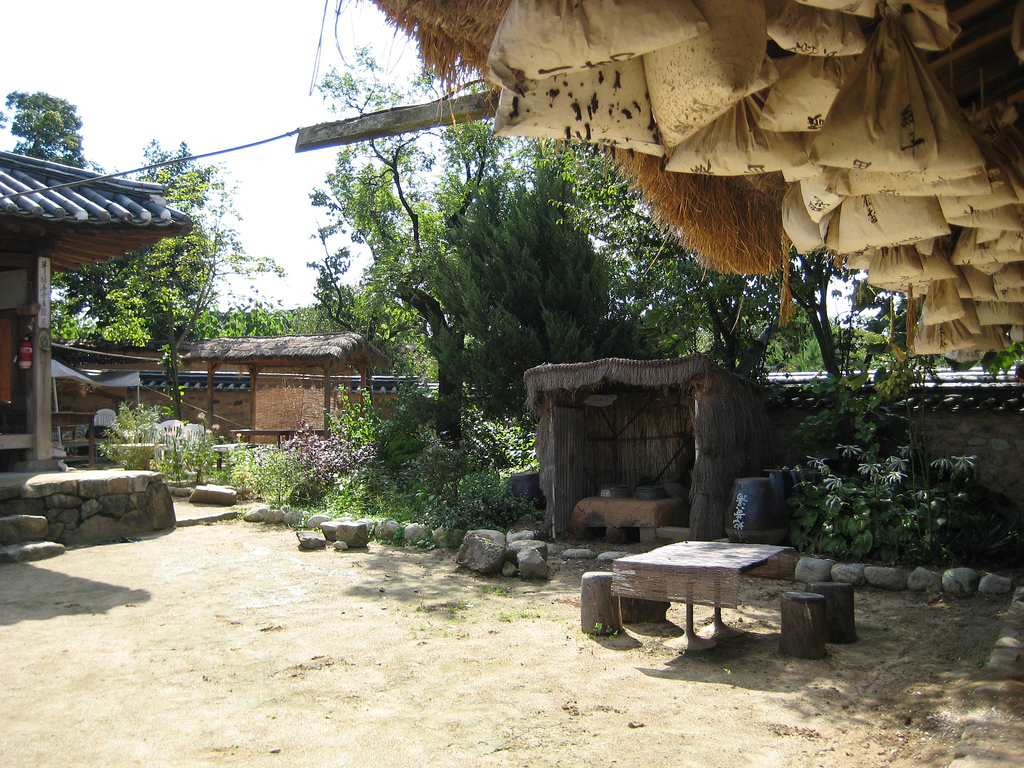
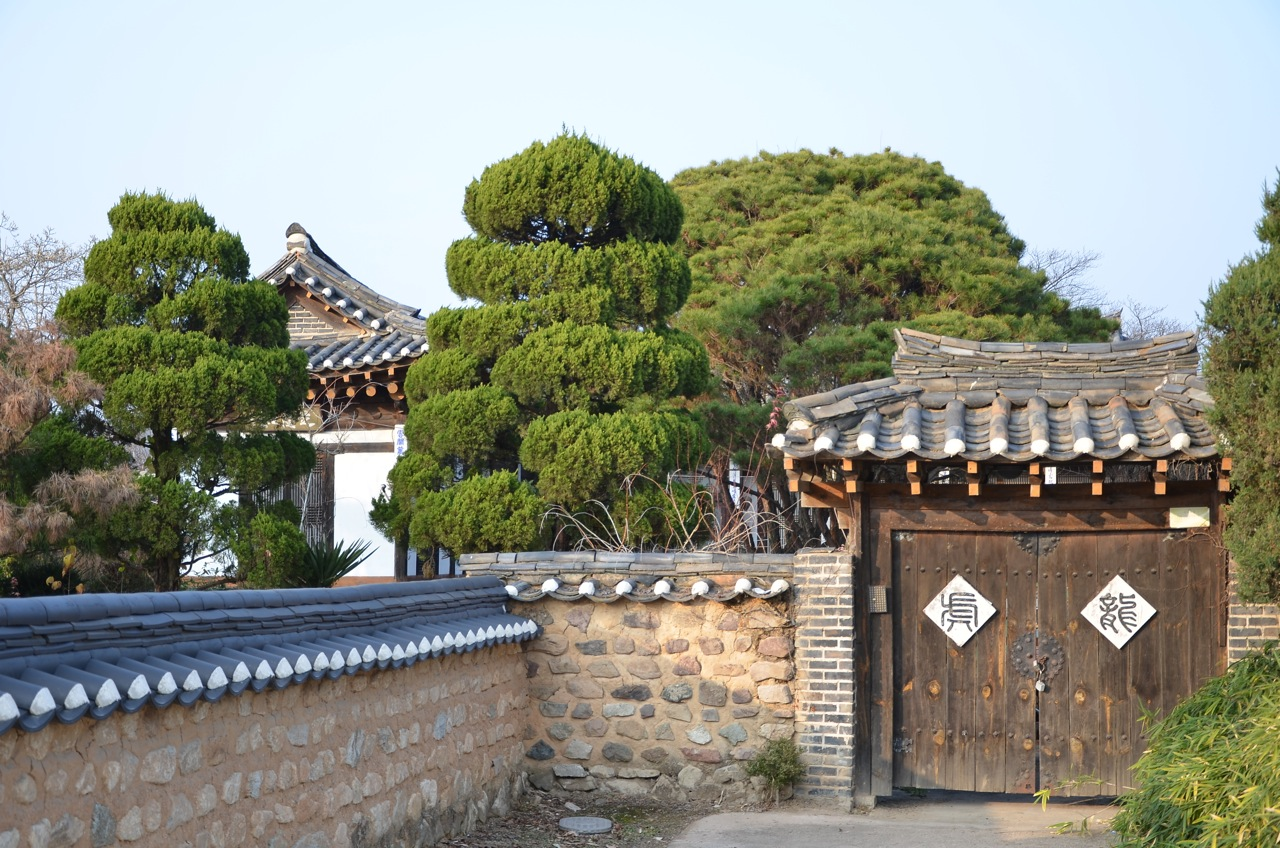
Ngôi nhà ở làng Hahoe
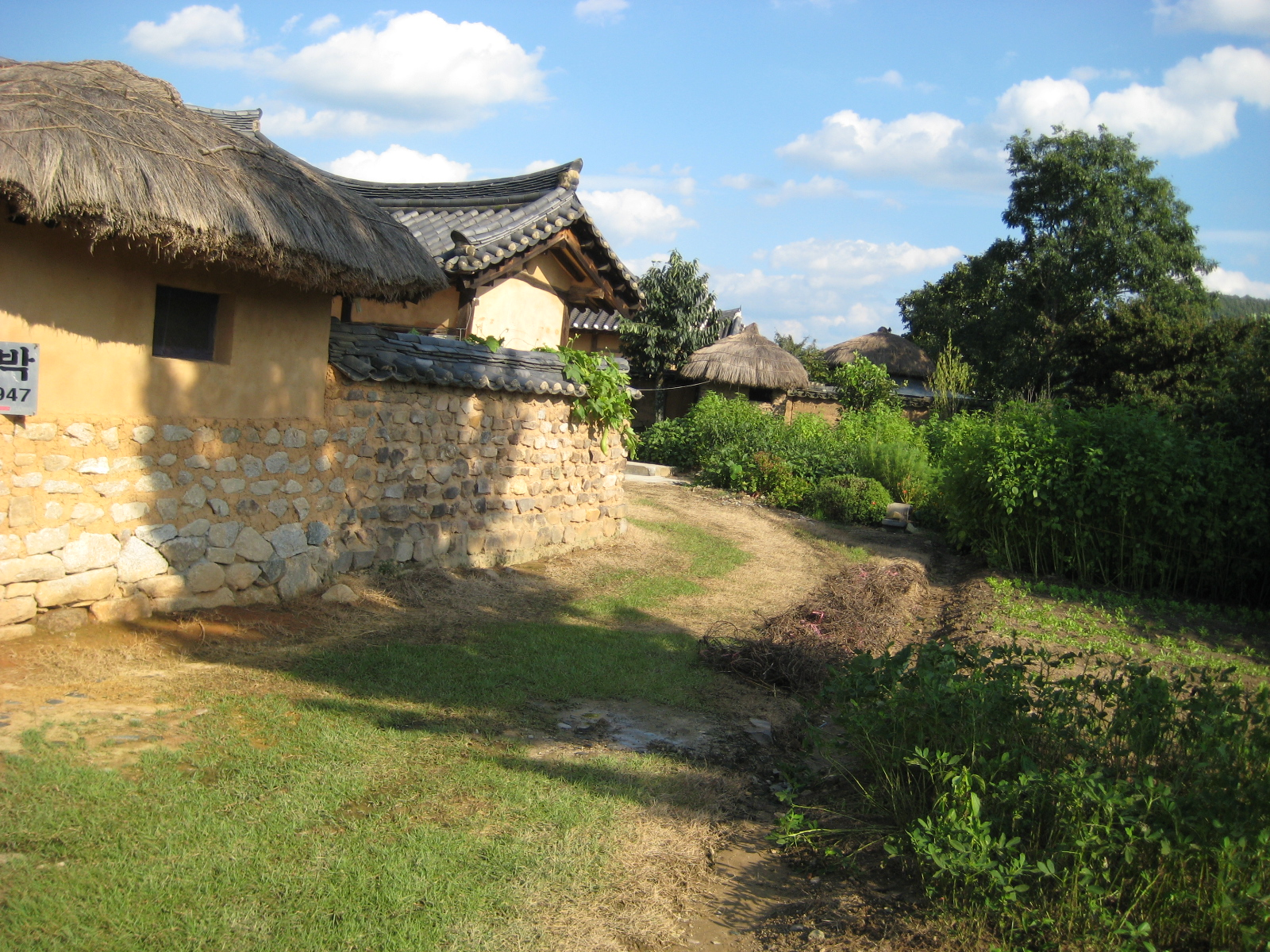
Nhà truyền thống trong làng
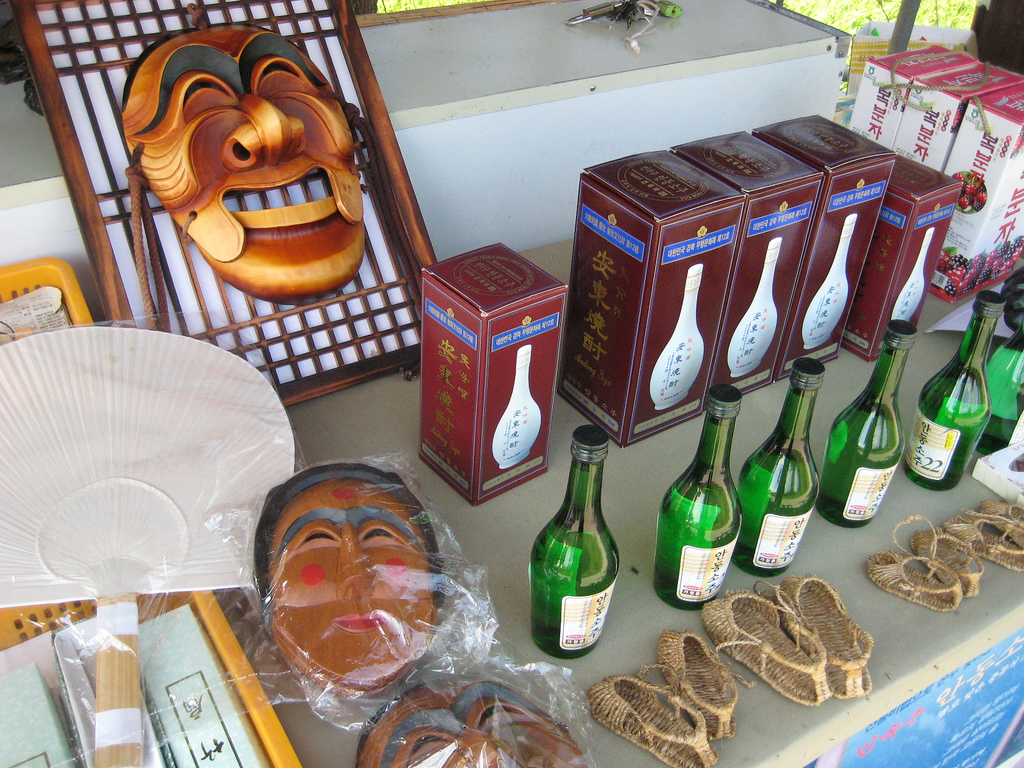
Andong soju và mặt nạ Hahoe
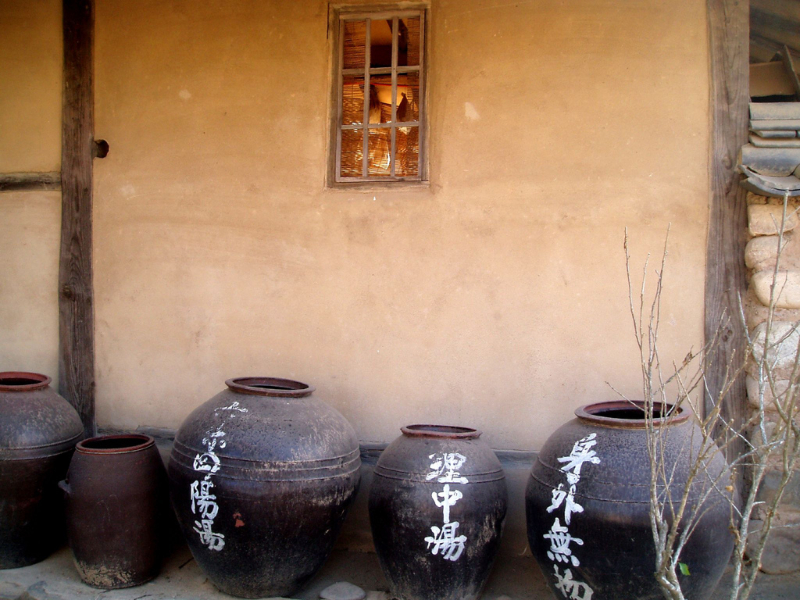
Jangdok (đồ đất nung)